# 仙台赤門医療専門学校
仙台赤門医療専門学校（せんだかもんいりょうせんもんがっこう）とは、宮城県仙台市青葉区にある専門学校である。1947年に開校し、学校法人赤門宏志学院が運営している。
はり師・きゅう師・あん摩マッサージ指圧師を育成する鍼灸指圧科、はり師・きゅう師を養成する鍼灸科、柔道整復師を育成する柔道整復科と、これらの指導者を育成する東洋療法教育専攻科の4学科を設置している。

## 沿革

### 略歴
- 1947年 4月 －宮城県知事から「東北高等鍼灸学校」の設立の許可を受ける。
- 1948年12月 －厚生大臣から全国第一号として「東北高等鍼灸整按学校」の認定を受ける。
- 1949年 4月 －文部大臣から公益法人として「財団法人東北高等鍼灸整按学校」の設立が許可される。
- 1957年 4月 －川内校舎新築落成。大町旧校舎から移転。
- 1967年 8月 －川内に新校舎落成
- 1979年 3月 －宮城県から専修学校として認可を受ける。
- 1979年 3月 －校名を「赤門鍼灸柔整専門学校」に改称。
- 1983年 8月 －現在の青葉山現校舎落成、川内旧校舎から移転。
- 1997年 4月 －学校創立50周年を迎え、記念式が開催される。
- 1999年11月 －国分壮（創立者）が藍緩褒賞（教育事業発展の功績）を授与される。
- 2007年 3月 －国分町に新校舎落成
- 2007年 4月 －学校創立60周年を迎える。
- 2007年10月 －学校創立60周年記念式を行う。
- 2013年 3月 －財団法人赤門学志院の解散。学校法人赤門宏志学院の設立が認可される。
- 2015年 2月 －文部科学省「職業実践専門課程」を全学科で認定を受ける。
- 2017年 4月 －学校創立70周年を迎える。
- 2018年 4月 －姉妹校「仙台赤門短期大学」が開学する。

### 年表
- 1947年 4月 －東北高等鍼灸学校の設立
- 1948年12月 －東北高等鍼灸整按学校へ改称（全国第一号）
- 1949年 4月 －財団法人東北高等鍼灸整按学校の設立
- 1951年 9月 －校名を「東北高等鍼灸整復学校」に改称
- 1953年 4月 －鍼灸科（2年6ヶ月制）、柔道整復科（2年制）の新設
- 1968年 4月 －柔道整復科第二部（2年制）の新設
- 1968年 4月 －校名を「仙台赤門鍼灸柔道整復学校」に改称
- 1976年 5月 －鍼灸科第二部（3年制）の新設
- 1979年 3月 －校名を「赤門鍼灸柔整専門学校」に改称
- 2007年 4月 －東洋療法教育専攻科の新設
- 2013年 3月 －学校法人赤門宏志学院の設立
- 2018年 4月 －「東洋療法教育専攻科」より「臨床教育専攻科」名称変更
- 2023年４月 －校名を「仙台赤門医療専門学校」に改称。

## キャンパス
赤門鍼灸柔整専門学校 青葉山校舎
赤門鍼灸柔整専門学校 国分町校舎

## 設置学科
- 鍼灸指圧科（3年制・50名）
- 柔道整復科昼間部（3年制・30名）

## 交通アクセス
- 青葉山校舎　地下鉄東西線 青葉山駅より徒歩１５分
- 国分町校舎　地下鉄東西線 青葉通一番町駅より徒歩で３分

## 姉妹校
- 仙台赤門短期大学